# Midstate Airlines
Midstate Airlines (auch Mid-State Airlines und Midstate Air Commuter) war eine US-amerikanische Fluggesellschaft mit Sitz in Stevens Point im US-Bundesstaat Wisconsin.

## Geschichte
Das Unternehmen wurde im Jahr 1964 von Roy P. Shwery gegründet und bot Flüge ab dem Marshfield Municipal Airport und dem Central Wisconsin Airport an. Zunächst betrieb das Unternehmen eine Flotte von Maschinen des Typs Beechcraft Model 18. Später kamen vier Turbopropmaschinen des Typs Beechcraft Model 99 dazu. Anfangs flog die Airline vom Marshfield Municipal Airport über Wisconsin Rapids und Milwaukee nach Chicago.
Anfang der 1970er Jahre flog sie auch den Central Wisconsin Airport und den Minneapolis-Saint Paul International Airport an. Eins der besonderen Angebote der Airline war der sogenannte Sechs-Uhr-Champagner-Flug von Chicago über Milwaukee, Mosinee und Hayward nach Ashland. Kurz nach dem Start in Milwaukee wurden die Passagiere aufgefordert, eine Kühlbox zu öffnen, die von der Frau des Corporate President der Airline hergerichtet und in Milwaukee an Bord genommen wurde. Darin befanden sich Soft Drinks, Bier, Käse aus Wisconsin, Pringles Chips und ein oder zwei Flaschen Champagner. Dieser Eisbrecher führte zu einer gewissen Ungezwungenheit und frohen Stimmung an Bord.
Im Jahr 1977 wechselte Midstate auf andere Turbopropflugzeuge des Typs Fairchild Swearingen Metroliner mit einer Kapazität von neunzehn Passagieren.
Zu ihrer Glanzzeit betrieb die Fluggesellschaft eine Flotte on neunzehn Metrolinern, die sie im Jahr 1984 mit sechs Fokker F-27 für je fünfzig Passagiere ergänzte und flog fünfzehn Ziele in Wisconsin, Minnesota, Iowa, Missouri, Indiana, Michigan und Ohio sowie den Chicago O’Hare International Airport an. Schließlich verkaufte Shwery das Unternehmen an die in Stevens Point ansässige Versicherungsgesellschaft Sentry Insurance, die es wiederum im Jahr 1986 an den Investor Bryce Appleton verkaufte.
Im Jahr 1986 verleaste das Unternehmen seine Fokker-F27-Maschinen an die neugegründete Chicago Air, die Regionalflüge ab dem Chicago Midway Airport durchführte. Midstate erledigte dabei die Wartung der Flugzeuge für Chicago Air. Chicago Air meldete jedoch noch im gleichen Jahr Insolvenz an und Appleton kaufte die restlichen Aktivposten der Midstate Airlines von Sentry Insurance. Er verkaufte die Start- und Landeslots in Chicago O’Hare und betrieb die Metroliners von Milwaukee aus im Charterbetrieb. Die Aktivitäten wurde jedoch immer weiter zurückgefahren und der Betrieb 1989 letztlich eingestellt.

## Flotte
Midstate Airlines betrieb während ihres Bestehens folgende Flugzeuge:
- Beechcraft Model 18
- Beechcraft Model 99 (4)
- Fokker F-27 (7)
- Fairchild Swearingen Metro (19)